# 駿河半紙

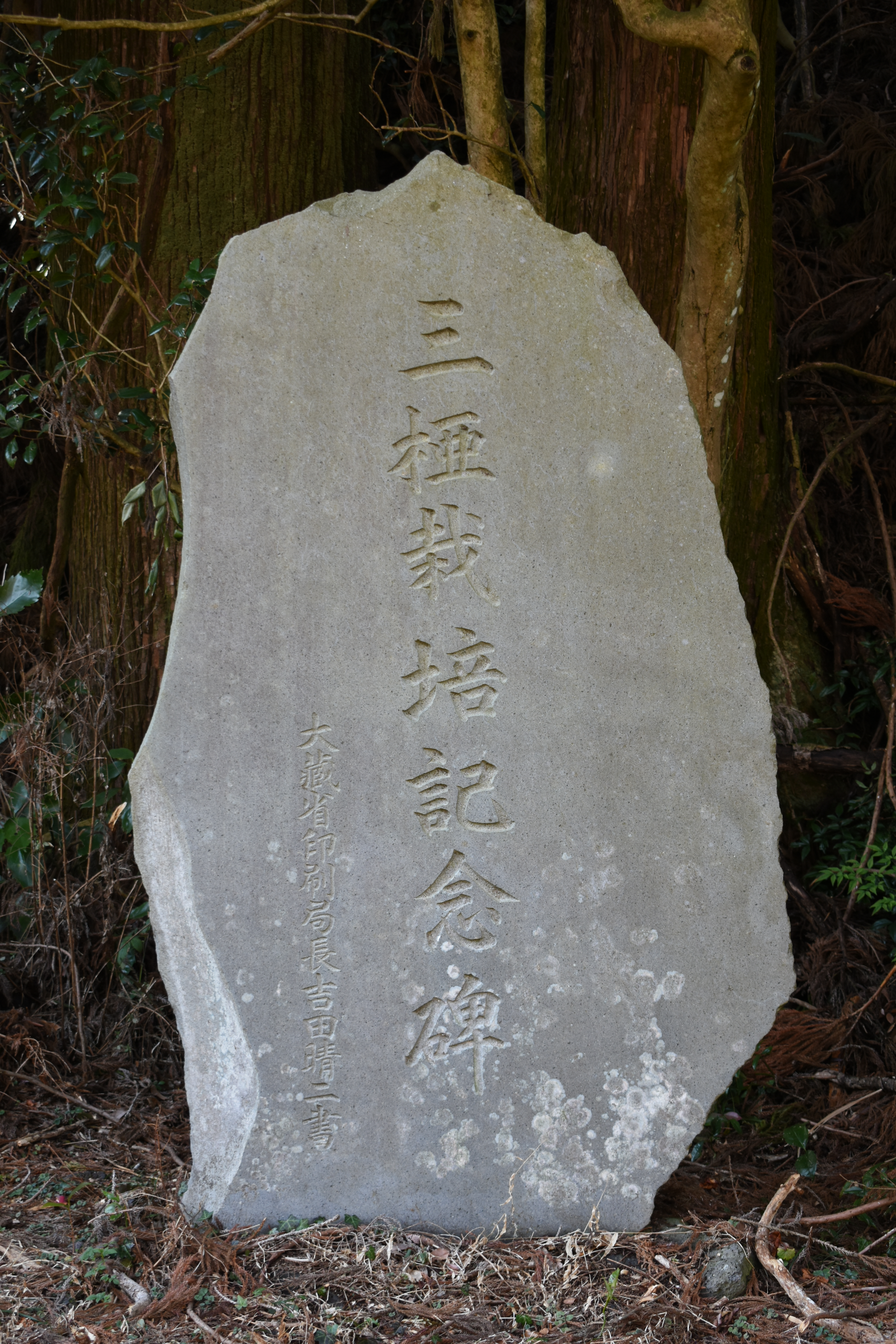
大蔵省により建立された三椏栽培記念碑（静岡県富士宮市上井出）

駿河半紙（するがはんし）は、三椏を用いた和紙で駿河国で量産されたもの。主に興津川流域（現在の静岡県静岡市清水区）・芝川流域（富士宮市）が知られる。

## 生産
生産は興津・由比・芝川が知られる。形態によって「半紙」「小半紙」「半切紙」に分けられる。

### 興津川流域
『駿河記』庵原郡巻之二に以下の記述がある。
『駿河記』は明和年間（1764年 - 1772年）に紙漉きの起源を求めている。このように駿河半紙は東国・西国の各地に送られており、例えば江尻宿の商人が興津川流域の駿河半紙を清水湊の海運を用いて相当量を輸送していた記録が残る。また興津宿の商人も興津川流域から紙を入手しており、これら江尻宿や興津宿の商人が主に興津川から紙を得ていた。特に興津川上流の大平村・河内村・炭焼村での生産が盛んであり、主に半紙ではなく「小半紙」「半切紙」であった。また府中の藁科川流域でも生産が行われており、茶紙が生産されていた。来日したオランダ商人であるヤン・コック・ブロンホフは和紙に関心があったといい、「興津川で和紙が作られている」と手稿に記しているという。天明-寛政年間（1781年～1801年）には庵原川流域でも紙漉が行われていったという。

### 芝川流域
内房（庵原郡）・長貫（富士郡）での生産が多い。文政元年（1818年）の史料によると「半紙」での形態が多く、生産量も多い他、紙漉き人数も多い。江戸末期には隣接する庵原郡北松野でも生産が窺えるようになり、蔡倫講という講を設け、戦前には100軒余りの紙漉き場があったという。

### 由比川流域
文政元年（1818年）の史料によると、由比川流域の入山・東山寺・阿僧・西山寺・今宿・寺尾・東倉沢・西倉沢で生産されていた。中でも西山寺における生産が多い。

## 原料の産地
駿河国内における三椏の産地は『駿河記』に記されている。『駿河記』の安倍郡の項に三椏の産地が八箇所記され、志太郡の項には紙と茶を指して「此二品名産にてことに紙は多く漉出し近郷の市町に売粥く」とある。また「楮・桑を用ひ漉ゆえ紙の性剛し、近頃は三椏を少し加ふ」（伊久美郷）とあり、笹間郷の三椏の産地を六箇所記している。庵原郡は上述した庵原郡巻之二の『駿河記』の記録が残り、他「近年此辺山畑に多く植、紙料とす」とある。
富士郡は富士郡巻之五にて上稲子で三椏が採れることを記し、「紙 諸品 大宮辺・稲子・西山◯山辺、総て諸村近年さかんに漉出す」とある。また「結香方言三椏と云、山村近年多く種植して紙料とす」とある。また富士郡における転機として、以下の話が知られる。富士郡原村（富士宮市）の名主に渡辺定賢がおり、当地の旗本の手代と富士山麓を歩いていたところ三椏の群生地を発見し、紙の原料として用いられるようになったという。
紙漉きの隆盛には原料の入手が容易であることも重要であり、『駿河記』にあるように生産地周辺で三椏の植え付けが盛んになっていた。例えば庵原郡吉原村における三椏の植え付けを示す史料が残り、また庵原郡山原村の史料には「猶又其外三ツ又等植出し」とある。天保7年（1836年）の文書に「三椏植付」とあり、また嘉永6年（1863年）の文書に「三椏等かれ減しかり入手当無之、誠二必至差支」とあり、いずれも庵原郡宍原村に関するものである。
このように庵原郡・富士郡各地で三椏が植え付けられ、駿河半紙の生産が行われていた。

## 近代化にかけて
現在の富士宮市・富士市は製紙業の一大生産地である。実際「パルプ・紙・紙加工品製造業」の製造品出荷額等で両市は全国的にも上位に位置している。その岳南地域における近代製紙業の発祥として、明治20年（1887年）の富士製紙株式会社の設立と明治22年（1889年）の同会社の工場稼働が挙げられる。設立当時の役員として、三椏を発見した富士郡原村（後の白糸村）の渡辺定賢の子孫である白糸村（後の富士宮市）の渡辺登三郎の名が見える。駿河半紙の生産を進めた渡辺定賢と、その近代化に携わった渡辺登三郎ら同一族の動向がこの地域での礎とされている。